# Hrafnseyri

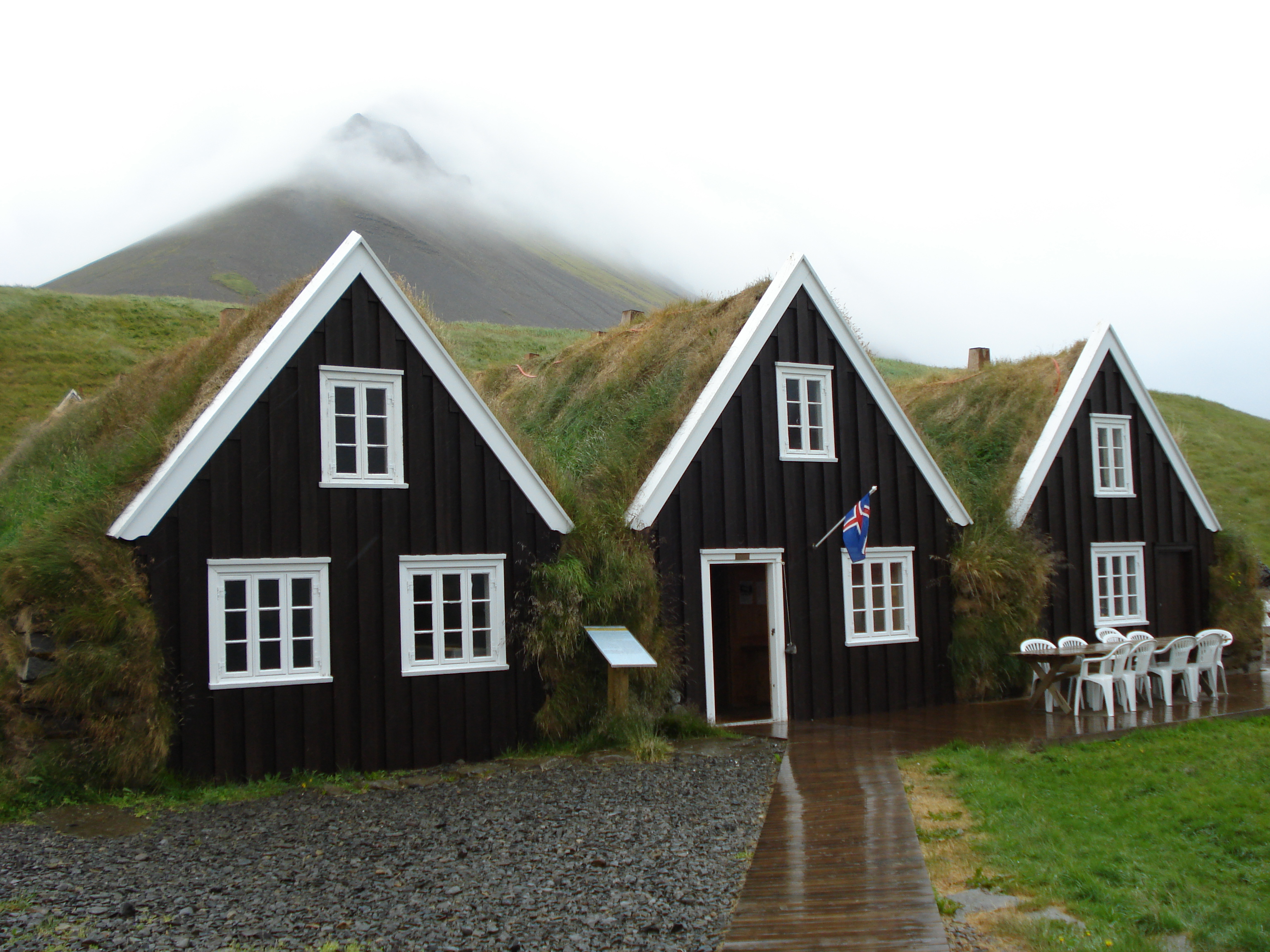
Kopia av gavelgården där Jón Sigurðsson föddes, rekonstruerad efter gamla teckningar och beskrivningar. I bakgrunden syns den döda vulkanen Tjaldanesfell.

Hrafnseyri är en gammal hövdingagård vid Arnarfjörður i Västfjordarna på Island. Det finns arkeologiska belägg för att platsen har varit bebodd åtminstone sedan 900-talets början. Gården, vars ursprungliga namn var Eyri, byggdes enligt Landnámabók av Ån rödfäll Grimsson (Án rauðfeldr Grímsson), som var son till Grim ludenkind (Grímr loðinkinni) och Helga, dotter till Ån bågspännaren (Án bogsveigir) . Han tillhörde alltså den berömda Hrafnistaätten från Namdalen i Norge, men flydde till Island sedan han råkat i delo med Harald Hårfager. Först tänkte han bosätta sig i Dufansdalur, men hans trollkunniga hustru Grelöd (Grélöð), som var dotter till Bjartmar jarl, avrådde, ty hon kunde där känna en ond doft komma ur jorden. Men på Eyri godkände hon att gården byggdes ty ”där doftade gräset av honung”.
På 1100-talet härskade hövdingen Hrafn Sveinbjarnarson (”Ravn Sveinbjörnsson”) på Eyri – och det var efter honom som gården fick namnet Hrafnseyri. Hrafn Sveinbjarnarson var en vittberest pilgrim och den isländska fristatstidens ryktbaraste läkare. Det har antagits att han tillägnat sig sina medicinska kunskaper under resor i England, Frankrike och Italien – han sägs bland annat ha studerat i Salerno – men enligt Hrafns saga Sveinbjarnarsonar, skriven cirka 1230, hade alla hans förfäder ända sedan slaget på Lyrskogsheden år 1043 haft goda läkedomshänder. Förmågan att ge bot och läkedom sägs i sagan ha varit en gåva till ätten från helgonet Olof den helige som tack för en förfaders hjälp till helgonets son Magnus den gode. Även Hrafns far Sveinbjörn var enligt sagan en ryktbar läkare, vilket antyder att gammal läkekunskap traderats inom ätten.
På gården Hrafnseyri finns vid sidan om huvudbyggnaden ett nybyggt museum, Safn Jóns Sigurðssonar, som är en kopia av den gavelgård där patrioten Jón Sigurðsson föddes den 17 juni 1811. Han var den isländska självständighetsrörelsens ledande gestalt under 1800-talet. Eftersom Islands självständighetsdeklaration år 1944 mycket lägligt råkade utfärdas den 17 juni har Jón Sigurðssons födelsedag också kommit att bli Islands nationaldag.